# Cherves-Richemont
Cherves-Richemont är en kommun i departementet Charente i regionen Nouvelle-Aquitaine i västra Frankrike. Kommunen ligger  i kantonen Cognac-Nord som ligger i arrondissementet Cognac. År 2020 hade Cherves-Richemont 2 293 invånare.

## Befolkningsutveckling
Antalet invånare i kommunen Cherves-Richemont
Referens:INSEE